# Розп'яття Ґалліно (Мікеланджело)

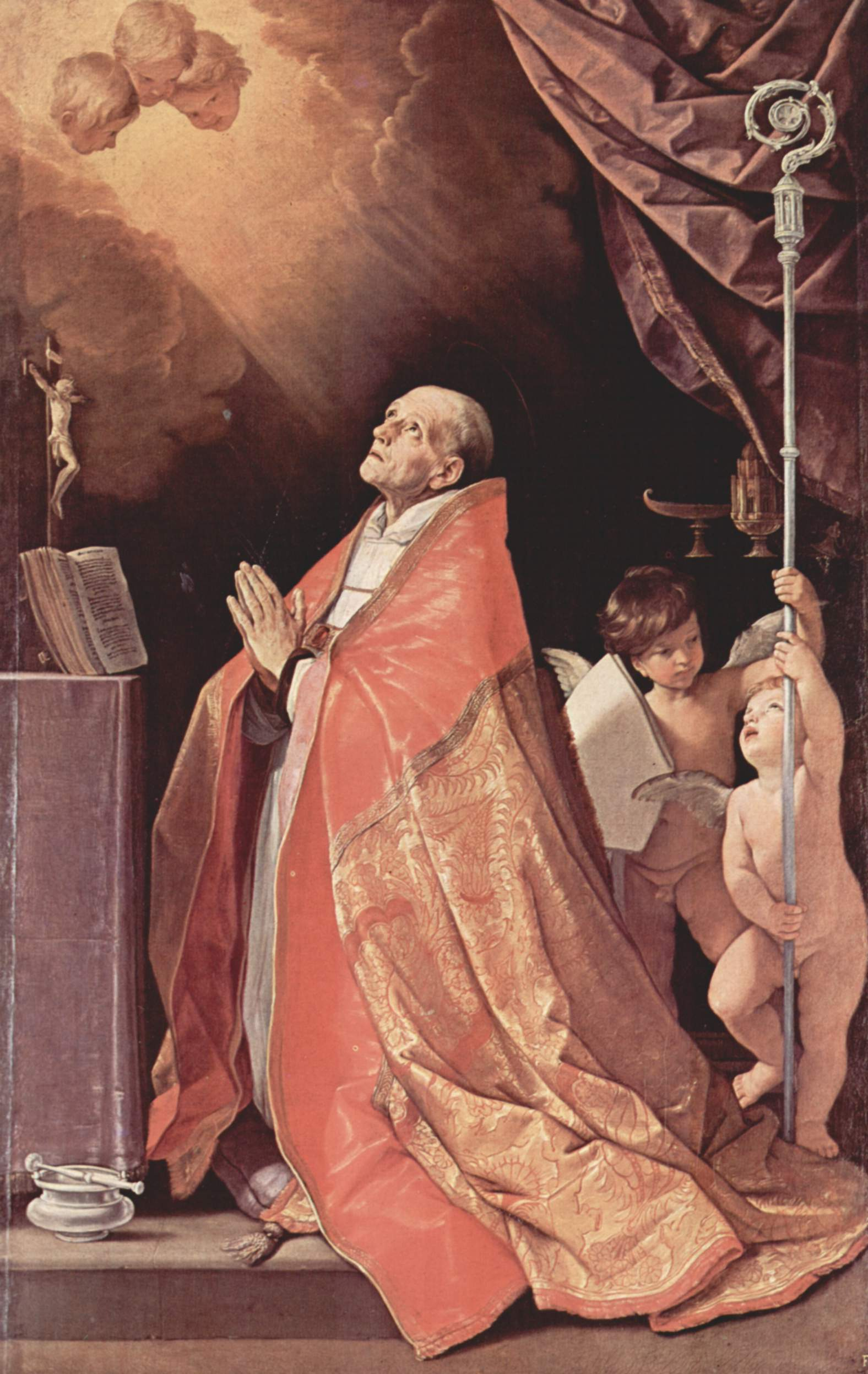
Гвідо Рені. «Святий Андрій Корсіні» (перед розп'яттям Мкеланджело?)

«Розп'я́ття Ґаллі́но» (італ. Crocifisso Gallino; також — «Христос, відкритий заново» (італ. Cristo Ritrovato)) — це невелика дерев'яна скульптура, що зображає розп'ятого Ісуса, створена бл. 1495 —1497. Назва розп'яття походить від прізвища її останнього власника — Джанкарло Ґалліно (італ. Giancarlo Gallino), туринського антиквара, який продав скульптуру Міністерству культурного спадку і культурної діяльності Італії 2008 року за 4,2 млн дол. США. Автором розп'яття вважається Мікеланджело Буонарроті, хоча це твердження є сумнівним. Серед інших можливих авторів називають Андреа Сансовіно[а] та Леонардо дель Тассо[б].
Відомі також інші розп'яття, автором яких вважають Мікеланджело — «Розп'яття церкви Санто Спіріто» та «Розп'яття Монсеррат».

## Опис

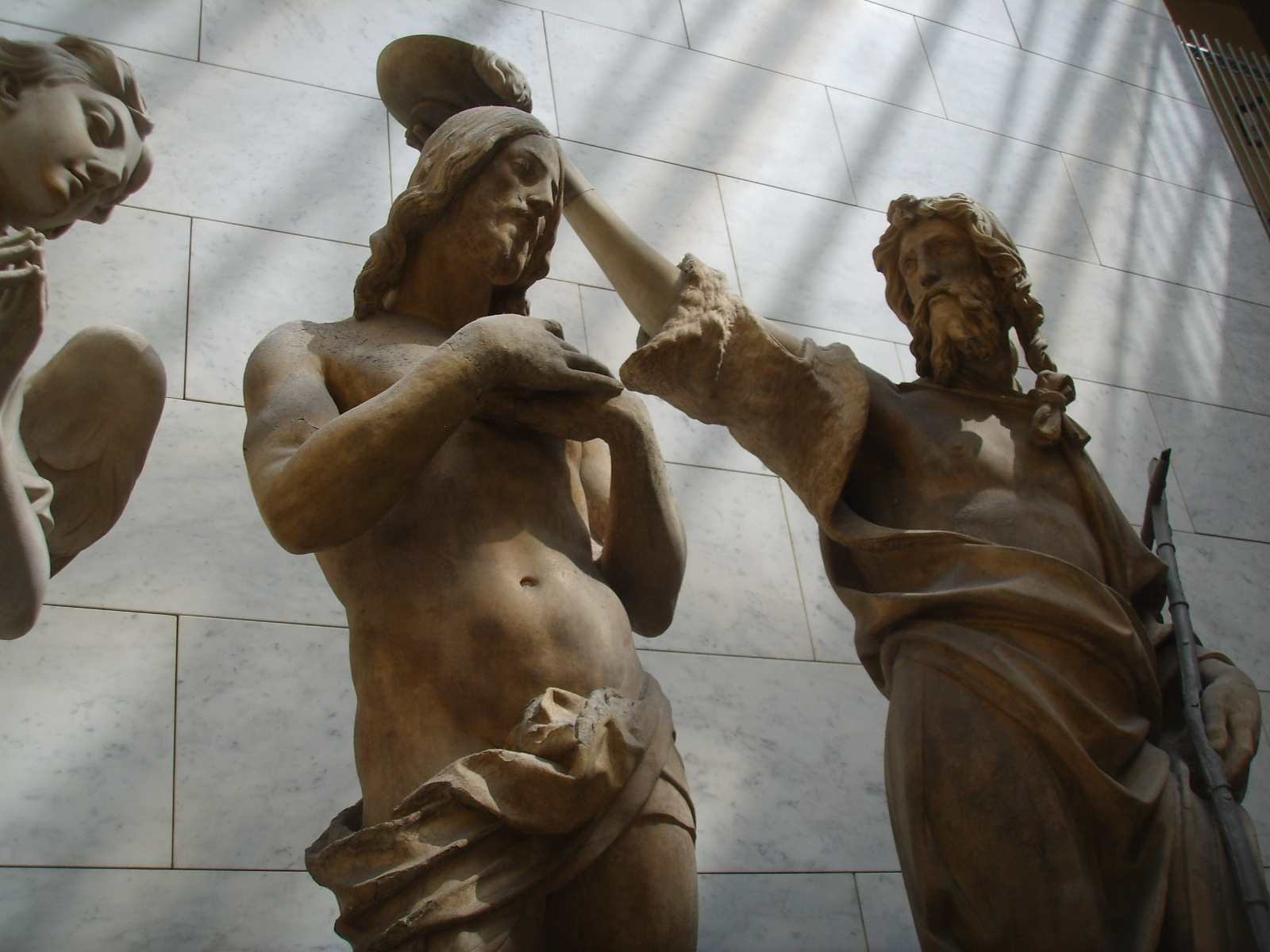
Андреа Сансовіно. «Хрещення Ісуса»

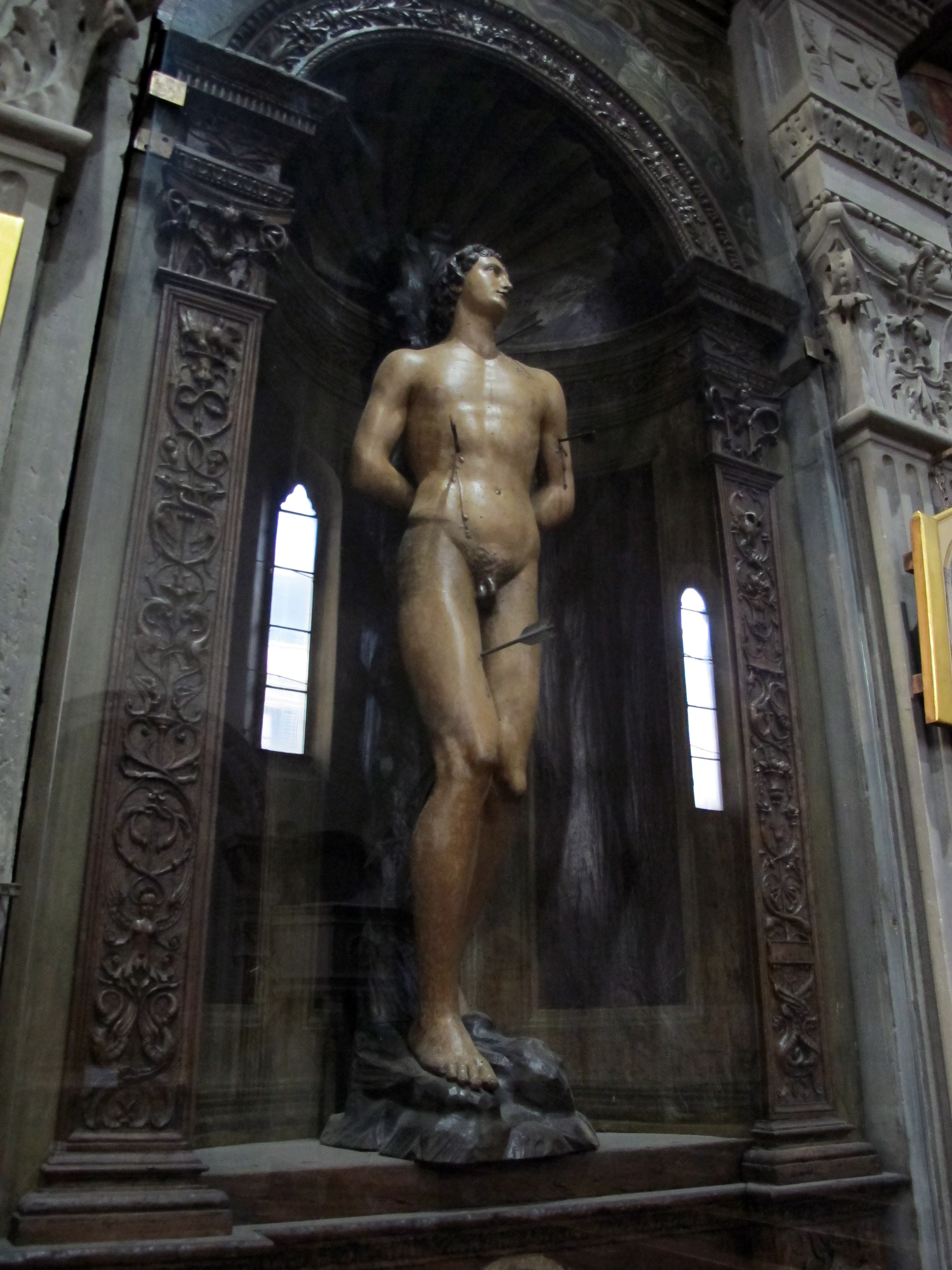
Леонардо дель Тассо. «Святий Себастьян»

Розп'яття зроблено з липи. Його невеликий розмір свідчить про те, що ця робота призначалася для невеликих приміщень, для особистого користування, а не для церкви. Хрест у скульптури відсутній.
Христос зображений оголеним. Він молодий і стрункий. Голова його сильно схилена на праве плече. Темне волосся до плечей. Ноги схрещені, а обидві ступні пробиті одним цвяхом, що характерно для католицької традиції.
Цей твір порівнюють із «розп'яттям церкви Санто Спіріто», що теж дуже точно передає анатомію людини, яку Мікеланджело посилено вивчав, розтинаючи мертві тіла у шпиталі при церкві. Певна схожість вбачається і у Христі з композиції «Ватиканської П'єти». У скульптурі добре видно сухожилля стопи та коліна. Група дослідників, що оцінювала твір, зробила висновок, що це розп'яття «…досконало зображає тридцятирічне тіло чоловіка, який помер менше 48 годин тому».

## Питання авторства
Авторство Мікеланджело є сумнівним, враховуючи відсутність згадок про такий твір обох його сучасників-біографів Джорджо Вазарі та Асканіо Кондіві[в]. У 15 столітті виробництво таких розп'ять у Флоренції було досить поширеним, тож встановити авторство є дуже складно, якщо й взагалі можливо. Прихильники ж авторства Мікеланджело, зокрема мистецтвознавець Джанкарло Джентіліні (італ. Giancarlo Gentilini), вважають, що молодий скульптор[г] міг виконувати й невеликі замовлення, щоб заробити собі на прожиття, а виготовлення розп'яття цілком відповідало епосі Савонароли.
Перший раз розп'яття експонувалося 2004 року, у флорентійському музеї Орне, де його прихильно оцінили Джанкарло Джентіліні, Антоніо Паолуччі (італ. Antonio Paolucci), Крістіна Ачідіні (італ. Cristina Acidini), Умберто Бальдіні (італ. Umberto Baldini), Лучіано Беллозі (італ. Luciano Bellosi) і Массімо Феретті (італ. Massimo Ferretti). З їхнім висновком також погодився мистецтвознавець Карло Артуро Квінтавалле (італ. Carlo Arturo Quintavalle), а також, і обачніший та поміркованіший критик Вітторіо Згарбі.
2006 року твір хотів придбати флорентійський банк «Banca CR Firenze S.p.A.», що володіє значною колекцією творів мистецтва. Початкова ціна розп'яття становила близько 15 мільйонів євро, яку, однак, власник знизив до трьох, що змусило банк почекати із покупкою.
5 липня 2007 року Джуліано Ґалліно запропонував продати скульптуру міністерству культури, яке тоді очолював Франческо Рутеллі , за вісімнадцять мільйонів євро.
Перемови закінчилися 2008 року, коли міністром став Сандро Бонді (італ. Sandro Bondi). 13 листопада 2008 року італійська держава придбала розп'яття. Його було представлено у посольстві Італії у Ватикані в присутності Папи Бенедикта XVI і директора музеїв Ватикану, а потім у Палаті депутатів, а також у Кастелло Сфорцеско в Мілані. Розп'яття планували помістити у Барджелло, або у музеї Бардіні.
За останніми даними розп'яття не належало Мікеланджело, і його вартість зараз можна оцінити як 927 850 $.

### Розп'яття Корсіні
21 грудня 2008 року, під час появи у студії RAI (Radiotelevisione Italiana), Роберто Чеккі (італ. Roberto Cecchi), архітектор і заступник міністра на той час, натякнув про те, що це розп'яття може бути спадком старовинної сім'ї Корсіні. Серед представників цього роду були Святий Андрій Корсіні (Святий Андрес Корсіні) та Папа римський Климент XII. Вважається, що саме це розп'яття зображено на картині Гвідо Рені.

## Для подальшого читання
- Giancarlo Gentilini, Antonio Paolucci. Proposta per Michelangelo giovane. Un Crocifisso in legno di tiglio. — U. Allemandi, 2004. — 92 с. (італ.)
- Margrit Lisner. Osservazioni sulla nuova «Proposta per Michelangelo giovane» al Museo Horne di Firenze: opera di Michelangelo o di Andrea Sansovino? // Arte cristiana. — 2004. — Вип. 825. — С. 421 —426. (італ.)